# Vaginitis
Vaginitis of colpitis is een ontsteking van de binnenste wanden van de vagina, de schaamlippen en het weefsel rond de vagina. Het is geen ziekte op zich, maar een verzamelnaam voor vaginale infecties (bijvoorbeeld gonorroe), schimmelinfecties (bijvoorbeeld candida-soorten), irritaties, trichomonas vaginalis (een eencellig diertje) of een tekort aan het vrouwelijk hormoon oestrogeen. De symptomen ervan zijn jeuk, een brandend gevoel, een verandering in de kleur, geur of hoeveelheid van de afscheiding of pijn. De diagnose is makkelijk te stellen door middel van een routineonderzoek.
Bij minstens 1 op de 50 vrouwen is sprake van een vaginale infectie met de beta-hemolytische streptococ (B). Deze bacterie kan met antibiotica behandeld worden.
Vaginitis kan worden veroorzaakt door het gebruik van de pil, zwangerschap, het gebruik van antibiotica, maar ook door suikerziekte.
Wil men een infectie vermijden, neem dan de volgende regels in acht:
- Bewaar wederzijdse trouw met een seksuele partner die niet besmet is met een venerische ziekte.
- Laat elke nieuwe partner een condoom gebruiken. Vrouwen met meer dan één partner lopen een verhoogd risico.
- Blijf gezond, slaap voldoende en eet goed. Men is vatbaarder voor infecties wanneer het afweermechanisme van het lichaam niet goed meer functioneert.
- Hou de schaamstreek droog en schoon. Gebruik water en een milde zeep (geen bubbelbad, badoliën of deodoranten). Vermijd het gebruik van vaginale douches, tenzij ze werden voorgeschreven.
- Gebruik geen glijmiddel op basis van petroleum, omdat deze vloeistof in de vagina aanwezig blijft en daar de infectie kan doen uitgroeien.[bron?]
- Na het plassen of ontlasting het toiletpapier van voor naar achter gebruiken, zodat er geen bacteriën in de vaginastreek terechtkomen.
- Draag katoenen ondergoed in plaats van nylon. Strakke broeken en nylon slipjes houden de vaginastreek te vochtig.
- Vermijd seksuele betrekkingen totdat de behandeling met medicijnen is voltooid.
- Vermijd het gebruik van tampons.
- Probeer niet te krabben aan de schaamstreek, vermits dit de infectie kan irriteren en de verspreiding ervan bevorderen.
- Gebruik de gegeven medicatie tot op het einde, en stop niet met het innemen als de symptomen zijn verdwenen.
- Indien de infectie wordt bestreden met vaginale tabletten, gebruik deze dan ook tijdens de menstruatie.

Atrofische vaginitis (seniele colpitis) komt voor bij oudere vrouwen, veelal als gevolg van een tekort aan oestrogenen. De aandoening gaat vaak gepaard met hinderlijke jeuk; het ontstoken slijmvlies is dun en wordt gemakkelijk beschadigd, zodat de afscheiding bloed bevat.